# Natalia Ptaszyńska
Natalia Maria Ptaszyńska (ur. 1988 w Braniewie) – polska chemiczka, adiunktka Katedry Biochemii Molekularnej Uniwersytetu Gdańskiego.  

## Życiorys
Urodziła się w Braniewie, gdzie mieszkała do ukończenia nauki w szkole średniej, Liceum Ogólnokształcącego im. Feliksa Nowowiejskiego. Po maturze przeniosła się do Gdańska, rozpoczynając studia na Wydziale Chemii Uniwersytetu Gdańskiego. W 2012 roku obroniła pracę magisterską, a następnie rozpoczęła studia III stopnia (doktoranckie) pod opieką dr hab. Anny Łęgowskiej, które ukończyła w 2017 roku i obroniła na Wydziale Chemii pracę doktorską Międzycząsteczkowe mostki disulfidowe: zastosowanie w badaniu mechanizmu splicingu peptydowego katalizowanego przez proteinazy i w syntezie koniugatów peptydowych, uzyskując 15 lutego 2017 stopień doktora nauk chemicznych. 
Jej praca naukowa koncentruje się między innymi na badaniach mechanizmu splicingu peptydowego katalizowanego przez proteinazy serynowe. Z uwagi na narastający problemem lekooporności zajmuje się chemiczną syntezą biokoniugatów peptydowych o potencjalnych właściwościach przeciwdrobnoustrojowych. 
Jest autorką 60 publikacji z dziedziny chemii, publikowanych w języku polskim i angielskim, a także promotorką jednej rozprawy doktorskiej. W 2021 przyznano jej Nagrodę im. Prof. Gotfryda Kupryszewskiego za wybitne osiągnięcia naukowe młodych pracowników Wydziału Chemii Uniwersytetu Gdańskiego. 

### Hobby
Eksperymentowanie w kuchni domowej, w czasach szkolnych i studenckich siatkówka, czytanie książek i śledzenie trendów w modzie. 